# 月虹 over the Moon-Bow 第一夜〜第四夜

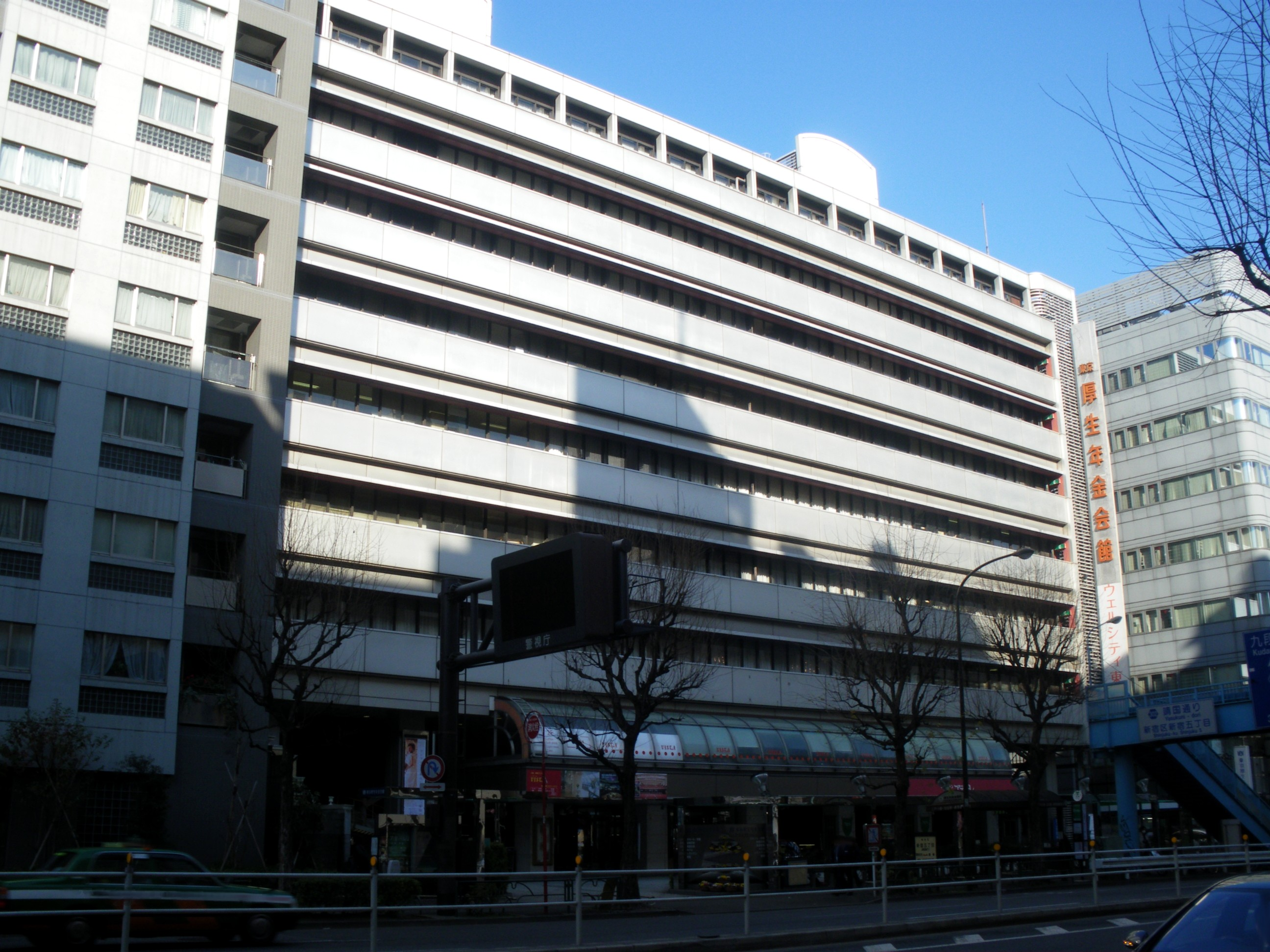
会場となった東京厚生年金会館（現在は閉鎖）

『月虹 over the Moon-Bow』（げっこう オーバー・ザ・ムーン・ボウ）は、さだまさしのライブ・アルバム。2003年7月23日にフリーフライトから『第一夜〜第四夜』と『第五夜〜第八夜』の各12枚組のボックス入りセット2種が限定盤として発売された。

## 解説
さだまさしのデビュー30周年記念コンサートの完全収録アルバム。2002年に開催された全八夜構成の「さだまさし30周年記念コンサート」から東京厚生年金会館での東京公演をそれぞれCD3枚に分けて収録した。
「さだまさし30周年記念コンサート」は、2002年9月13日から12月14日まで大阪（フェスティバルホール）・名古屋（愛知厚生年金会館）・東京（東京厚生年金会館）の3会場で全24公演が行われた。
翌2003年には、「Moon-Bow Night」と「Rainbow Night」の二夜構成のコンサートが日本全国の各地方都市で開催された（26都市37公演）。最後には追加公演として4月20日・4月21日に長崎市のNBCビデオホール（さだまさし初ソロ・コンサートの会場）で「30周年ファイナルライブ 帰郷」が開催され、30周年ツアーを閉じた。

## 収録曲

### 第一夜
第一夜のテーマは「カルテット」、イメージカラーは「赤(RED)」。2002年9月27日、東京厚生年金会館にて収録。
さだまさし一人の形式からこの公演は始まり、第一夜は弦のカルテットとさだのギターをメインに構成された。
- ヴォーカル、アコースティック・ギター、ヴァイオリン:さだまさし
- アコースティック・ピアノ、コーラス:倉田信雄
- パーカッション:八尋智洋
- ヴァイオリン:小池弘之
- ヴァイオリン:小池里枝
- ヴィオラ:鈴木民雄
- チェロ:矢島富雄
- オーボエ、イングリッシュホルン:庄司さとし

| #   | タイトル                              | 作詞       | 作曲       | 編曲                                               | 備考                                                                        |
| --- | ------------------------------------- | ---------- | ---------- | -------------------------------------------------- | --------------------------------------------------------------------------- |
| 1.  | 「名もない花」                        | さだまさし | さだまさし | さだまさし                                         | ギターのチューニングから開始され、3曲目の「交響楽」までメドレーで歌われる。 |
| 2.  | 「夢」                                | さだまさし | さだまさし | 渡辺俊幸/ステージ・アレンジ:さだまさし             |                                                                             |
| 3.  | 「交響楽」(シンフォニー)              | さだまさし | さだまさし | 服部克久/ステージ・アレンジ:さだまさし             |                                                                             |
| 4.  | 「トーク①」(挨拶)                     |            |            |                                                    |                                                                             |
| 5.  | 「もうひとつの人生」                  | さだまさし | さだまさし | 倉田信雄、さだまさし/ステージ・アレンジ:さだまさし |                                                                             |
| 6.  | 「未来」                              | さだまさし | さだまさし | 石川鷹彦/ステージ・アレンジ:さだまさし             |                                                                             |
| 7.  | 「トーク②」(人間はひとりではない)     |            |            |                                                    |                                                                             |
| 8.  | 「September Moon 〜永遠という一瞬〜」 | さだまさし | さだまさし | 倉田信雄/ステージ・アレンジ:さだまさし             |                                                                             |
| 9.  | 「桃花源」                            | さだまさし | 劉家昌     | 渡辺俊幸/ステージ・アレンジ:倉田信雄               |                                                                             |
| 10. | 「桜散る」                            | さだまさし | さだまさし | 渡辺俊幸/ステージ・アレンジ:倉田信雄               |                                                                             |

| #   | タイトル                              | 作詞       | 作曲       | 編曲                                                 | 備考 |
| --- | ------------------------------------- | ---------- | ---------- | ---------------------------------------------------- | ---- |
| 11. | 「風が伝えた愛の唄」                  | さだまさし | さだまさし | 渡辺俊幸/ステージ・アレンジ:倉田信雄                 |      |
| 12. | 「本当は泣きたいのに」                | さだまさし | さだまさし | 石川鷹彦/弦編曲:服部隆之/ステージ・アレンジ:倉田信雄 |      |
| 13. | 「トーク③」(嗚呼! 十津川村（最近作）) |            |            |                                                      |      |
| 14. | 「指定券」                            | さだまさし | さだまさし | 渡辺俊幸/ステージ・アレンジ:倉田信雄                 |      |
| 15. | 「惜春」                              | さだまさし | さだまさし | 渡辺俊幸/ステージ・アレンジ:倉田信雄                 |      |
| 16. | 「向い風」                            | さだまさし | さだまさし | 渡辺俊幸/ステージ・アレンジ:倉田信雄                 |      |
| 17. | 「トーク④」(メンバー紹介)             |            |            |                                                      |      |

| #   | タイトル                  | 作詞       | 作曲       | 編曲                                                            | 備考 |
| --- | ------------------------- | ---------- | ---------- | --------------------------------------------------------------- | ---- |
| 18. | 「晩鐘」                  | さだまさし | さだまさし | 渡辺俊幸/ステージ・アレンジ:倉田信雄                            |      |
| 19. | 「おむすびクリスマス」    | さだまさし | さだまさし | 渡辺俊幸/ステージ・アレンジ:倉田信雄                            |      |
| 20. | 「トーク⑤」(どう生きるか) |            |            |                                                                 |      |
| 21. | 「飛梅」                  | さだまさし | さだまさし | 渡辺俊幸/ステージ・アレンジ:倉田信雄                            |      |
| 22. | 「修二会」                | さだまさし | さだまさし | 石川鷹彦:/弦編曲:服部隆之/ステージ・アレンジ:倉田信雄、小池弘之 |      |
| 23. | 「つゆのあとさき」        | さだまさし | さだまさし | 渡辺俊幸/ステージ・アレンジ:倉田信雄                            |      |
| 24. | 「甘い手紙」              | さだまさし | さだまさし | 渡辺俊幸/ステージ・アレンジ:さだまさし                          |      |

### 第二夜
第二夜のテーマは「グレープ」、イメージカラーは「橙(ORANGE)」。2002年9月28日、東京厚生年金会館にて収録。
第二夜はグレープ時代の相棒である吉田政美をスペシャルゲストに迎え、グレープと一時的に再結成したレーズンの楽曲で構成された。
- ヴォーカル、アコースティック・ギター、ヴァイオリン、フラット・マンドリン:さだまさし
- ヴォーカル、アコースティック・ギター:吉田政美
- アコースティック・ギター、ナイロン・ストリング・ギター、フラット・マンドリン、ブズーキ、シンセサイザー、コーラス:石川鷹彦
- エレクトリック・ギター:松原正樹
- エレクトリック・ベース、コーラス:岡沢章
- アコースティック・ピアノ、エレクトリック・ピアノ、シンセサイザー、コーラス:倉田信雄
- マリンバ、パーカッション、グロッケンシュピール:宅間久善
- パーカッション:川瀬正人
- ドラムス:島村英二

| #   | タイトル                                    | 作詞       | 作曲       | 編曲                                   | 備考                       |
| --- | ------------------------------------------- | ---------- | ---------- | -------------------------------------- | -------------------------- |
| 1.  | 「朝刊2002」                                | さだまさし | さだまさし | さだまさし/ステージ・アレンジ:倉田信雄 | 歌詩が一部変更されている。 |
| 2.  | 「笑顔同封」                                | さだまさし | さだまさし | さだまさし/ステージ・アレンジ:倉田信雄 |                            |
| 3.  | 「殺風景」                                  | さだまさし | さだまさし | 服部克久/ステージ・アレンジ:倉田信雄   |                            |
| 4.  | 「トーク①」(挨拶)                           |            |            |                                        |                            |
| 5.  | 「雪の朝」                                  | さだまさし | さだまさし | さだまさし/ステージ・アレンジ:グレープ |                            |
| 6.  | 「紫陽花の詩」                              | さだまさし | さだまさし | さだまさし/ステージ・アレンジ:グレープ |                            |
| 7.  | 「トーク②」(グレープの凄さ)                 |            |            |                                        |                            |
| 8.  | 「19才」                                    | さだまさし | さだまさし | さだまさし/ステージ・アレンジ:石川鷹彦 |                            |
| 9.  | 「ほおずき」                                | さだまさし | さだまさし | グレープ/ステージ・アレンジ:倉田信雄   |                            |
| 10. | 「トーク③」(グレープ〜レーズン)             |            |            |                                        |                            |
| 11. | 「フレディもしくは三教街 -ロシア租界にて-」 | さだまさし | さだまさし | 服部克久/ステージ・アレンジ:倉田信雄   |                            |

| #   | タイトル                                | 作詞       | 作曲       | 編曲                                                                       | 備考 |
| --- | --------------------------------------- | ---------- | ---------- | -------------------------------------------------------------------------- | ---- |
| 12. | 「あの頃について」                      | さだまさし | さだまさし | レーズン/弦編曲:服部克久/コーラス編曲:八野行恭/ステージ・アレンジ:倉田信雄 |      |
| 13. | 「ジャカランダの丘」                    | さだまさし | さだまさし | レーズン、石川清澄/コーラス編曲:八野行恭/ステージ・アレンジ:倉田信雄       |      |
| 14. | 「トーク④」(誕生日)                     |            |            |                                                                            |      |
| 15. | 「Always」                              | さだまさし | さだまさし | レーズン/弦編曲:服部克久/コーラス編曲:八野行恭/ステージ・アレンジ:倉田信雄 |      |
| 16. | 「トーク⑤」(名作集より「砂の祭典2002」) |            |            |                                                                            |      |

| #   | タイトル                                          | 作詞       | 作曲       | 編曲                                                                 | 備考 |
| --- | ------------------------------------------------- | ---------- | ---------- | -------------------------------------------------------------------- | ---- |
| 17. | 「糸電話」                                        | さだまさし | さだまさし | レーズン/コーラス編曲:八野行恭/ステージ・アレンジ:倉田信雄           |      |
| 18. | 「祇園会」                                        | さだまさし | さだまさし | レーズン、石川清澄/コーラス編曲:八野行恭/ステージ・アレンジ:倉田信雄 |      |
| 19. | 「夢しだれ」                                      | さだまさし | さだまさし | レーズン/ステージ・アレンジ:倉田信雄                                 |      |
| 20. | 「トーク⑥」(メンバー紹介)                         |            |            |                                                                      |      |
| 21. | 「無縁坂」                                        | さだまさし | さだまさし | さだまさし/ステージ・アレンジ:石川鷹彦                               |      |
| 22. | 「縁切寺」                                        | さだまさし | さだまさし | さだまさし/ステージ・アレンジ:倉田信雄                               |      |
| 23. | 「トーク⑦」(グレープの今後)                       |            |            |                                                                      |      |
| 24. | 「あこがれ」                                      | さだまさし | さだまさし | 木田高介/ステージ・アレンジ:倉田信雄                                 |      |
| 25. | 「おそらくあなたに聴こえない小夜曲 〜MOON BOW〜」 | さだまさし | さだまさし | レーズン、石川清澄/ステージ・アレンジ:倉田信雄                       |      |
| 26. | 「精霊流し」                                      | さだまさし | さだまさし | さだまさし/ステージ・アレンジ:倉田信雄                               |      |
| 27. | 「掌」                                            | さだまさし | さだまさし | さだまさし/ステージ・アレンジ:グレープ                               |      |

### 第三夜
第三夜のテーマは「アコースティック」、イメージカラーは「黄(YELLOW)」。2002年10月26日、東京厚生年金会館にて収録。
第三夜は公演中で最も小さなバンド編成による、アコースティックサウンドを基調に構成された。
- ヴォーカル、アコースティック・ギター、ヴァイオリン:さだまさし
- アコースティック・ギター、ナイロン・ストリング・ギター、フラット・マンドリン、ブズーキ、シンセサイザー、コーラス:石川鷹彦
- マリンバ、パーカッション、グロッケンシュピール、ピアニカ:宅間久善
- ヴァイオリン:小池弘之
- チェロ:矢島富雄

| #  | タイトル                            | 作詞       | 作曲       | 編曲                                           | 備考 |
| -- | ----------------------------------- | ---------- | ---------- | ---------------------------------------------- | ---- |
| 1. | 「生きることの1/3」                 | さだまさし | さだまさし | 渡辺俊幸/ステージ・アレンジ:石川鷹彦、小池弘之 |      |
| 2. | 「案山子」                          | さだまさし | さだまさし | 渡辺俊幸/ステージ・アレンジ:石川鷹彦、小池弘之 |      |
| 3. | 「トーク①」(挨拶)                   |            |            |                                                |      |
| 4. | 「雨やどり」                        | さだまさし | さだまさし | 渡辺俊幸/ステージ・アレンジ:石川鷹彦、小池弘之 |      |
| 5. | 「トーク②」("雨やどり"の頃の思い出) |            |            |                                                |      |
| 6. | 「僕にまかせてください」            | さだまさし | さだまさし | 渡辺俊幸/ステージ・アレンジ:石川鷹彦、小池弘之 |      |
| 7. | 「線香花火」                        | さだまさし | さだまさし | 渡辺俊幸/ステージ・アレンジ:石川鷹彦、小池弘之 |      |
| 8. | 「トーク③」(平和の概念とは)         |            |            |                                                |      |
| 9. | 「空缶と白鷺」                      | さだまさし | さだまさし | 渡辺俊幸/ステージ・アレンジ:石川鷹彦、小池弘之 |      |

| #   | タイトル                                  | 作詞       | 作曲       | 編曲                                           | 備考 |
| --- | ----------------------------------------- | ---------- | ---------- | ---------------------------------------------- | ---- |
| 10. | 「たずねびと」                            | さだまさし | さだまさし | 服部克久/ステージ・アレンジ:石川鷹彦、小池弘之 |      |
| 11. | 「秘密」                                  | さだまさし | さだまさし | 倉田信雄/ステージ・アレンジ:石川鷹彦、小池弘之 |      |
| 12. | 「異邦人」                                | さだまさし | さだまさし | 渡辺俊幸/ステージ・アレンジ:石川鷹彦、小池弘之 |      |
| 13. | 「トーク④」(生ギターにこだわり続けた30年) |            |            |                                                |      |
| 14. | 「虹の木」                                | さだまさし | さだまさし | 渡辺俊幸/ステージ・アレンジ:石川鷹彦、小池弘之 |      |
| 15. | 「pineapple hill」                        | さだまさし | さだまさし | さだまさし/テージ・アレンジ:石川鷹彦、小池弘之 |      |
| 16. | 「トーク⑤」(山本直純氏との思い出)         |            |            |                                                |      |
| 17. | 「空色の子守歌」                          | さだまさし | 山本直純   | 山本直純/テージ・アレンジ:石川鷹彦、小池弘之   |      |
| 18. | 「トーク⑥」(山本直純氏との仕事)           |            |            |                                                |      |

| #   | タイトル                        | 作詞       | 作曲       | 編曲                                                     | 備考 |
| --- | ------------------------------- | ---------- | ---------- | -------------------------------------------------------- | ---- |
| 19. | 「聖夜」                        | さだまさし | さだまさし | さだまさし/テージ・アレンジ:石川鷹彦                     |      |
| 20. | 「親父の一番長い日」            | さだまさし | さだまさし | 山本直純/テージ・アレンジ:石川鷹彦、小池弘之             |      |
| 21. | 「トーク⑦」(自分の歩んできた道) |            |            |                                                          |      |
| 22. | 「この道」                      | 北原白秋   | 山田耕筰   | 石川鷹彦、小池弘之                                       |      |
| 23. | 「Kana-shimi橋」                | さだまさし | さだまさし | 渡辺俊幸/ステージ・アレンジ:さだまさし                   |      |
| 24. | 「都府楼」                      | さだまさし | さだまさし | 渡辺俊幸/ステージ・アレンジ:石川鷹彦、小池弘之           |      |
| 25. | 「小さな手」                    | さだまさし | さだまさし | 渡辺俊幸/ステージ・アレンジ:石川鷹彦、小池弘之           |      |
| 26. | 「生生流転」                    | さだまさし | さだまさし | さだまさし/弦編曲:服部克久/ステージ・アレンジ:さだまさし |      |

### 第四夜
第四夜のテーマは「Takayuki」、イメージカラーは「緑(GREEN)」。2002年10月27日、東京厚生年金会館にて収録。
第四夜は指揮そしてステージ・アレンジを担った服部隆之とのコンビで構成された。
- ヴォーカル、アコースティック・ギター、ヴァイオリン:さだまさし
- アコースティック・ギター、ナイロン・ストリング・ギター、フラット・マンドリン、ブズーキ、シンセサイザー、コーラス:石川鷹彦
- エレクトリック・ベース:岡沢章
- アコースティック・ピアノ、シンセサイザー、コーラス:倉田信雄
- パーカッション:川瀬正人
- ドラムス:島村英二
- ヴァイオリン:小池弘之、斉藤和久、長岡秀子、小池里枝、広岡香、大野智子、鈴木星彦、藤家泉子、三島英稔、劉雪華
- ヴィオラ:鈴木民雄、遠山克彦
- チェロ:矢島富雄、寺井庸裕
- エレクトリック・ピアノ、指揮:服部隆之

| #  | タイトル                             | 作詞       | 作曲       | 編曲                                 | 備考 |
| -- | ------------------------------------ | ---------- | ---------- | ------------------------------------ | ---- |
| 1. | 「北の国から 〜遙かなる大地より〜」  |            | さだまさし | 服部隆之                             |      |
| 2. | 「叛乱」(クーデター)                 | さだまさし | 服部克久   | 服部克久/ステージ・アレンジ:服部隆之 |      |
| 3. | 「時差 〜蒼空に25¢〜」(タイムラグ)   | さだまさし | さだまさし | 石川鷹彦/ステージ・アレンジ:服部隆之 |      |
| 4. | 「トーク①」(挨拶)                    |            |            |                                      |      |
| 5. | 「東京物語」                         | さだまさし | 服部隆之   | 服部隆之                             |      |
| 6. | 「トーク②」(歌い手の餌は拍手)        |            |            |                                      |      |
| 7. | 「理・不・尽」                       | さだまさし | さだまさし | さだまさし/弦編曲:服部隆之           |      |
| 8. | 「トーク③」(富士山は元気の源)        |            |            |                                      |      |
| 9. | 「October 〜リリー・カサブランカ〜」 | さだまさし | さだまさし | 服部隆之                             |      |

| #   | タイトル                          | 作詞       | 作曲       | 編曲                                                   | 備考 |
| --- | --------------------------------- | ---------- | ---------- | ------------------------------------------------------ | ---- |
| 10. | 「天狼星に」(シリウスに)          | さだまさし | さだまさし | 服部隆之                                               |      |
| 11. | 「もう愛の歌なんて唄えない」      | さだまさし | さだまさし | 渡辺俊幸/ステージ・アレンジ:服部隆之                   |      |
| 12. | 「トーク④」(誤解された曲)         |            |            |                                                        |      |
| 13. | 「少年達の樹」(こどもたちのき)    | さだまさし | さだまさし | 服部隆之                                               |      |
| 14. | 「帰郷」                          | さだまさし | さだまさし | さだまさし/弦編曲:山本直純/ステージ・アレンジ:服部隆之 |      |
| 15. | 「トーク⑤」(名作集より「バイト」) |            |            |                                                        |      |

| #   | タイトル                                 | 作詞       | 作曲       | 編曲                                 | 備考 |
| --- | ---------------------------------------- | ---------- | ---------- | ------------------------------------ | ---- |
| 16. | 「セロ弾きのゴーシュ」                   | さだまさし | さだまさし | 渡辺俊幸/ステージ・アレンジ:服部隆之 |      |
| 17. | 「検察側の証人」                         | さだまさし | さだまさし | 服部克久/ステージ・アレンジ:服部隆之 |      |
| 18. | 「トーク⑥」(真実とは何か)                |            |            |                                      |      |
| 19. | 「前夜（桃花鳥）」(ニッポニア・ニッポン) | さだまさし | さだまさし | 渡辺俊幸/ステージ・アレンジ:服部隆之 |      |
| 20. | 「広島の空」                             | さだまさし | さだまさし | 石川鷹彦/ステージ・アレンジ:服部隆之 |      |
| 21. | 「祈り」                                 | さだまさし | さだまさし | 渡辺俊幸/ステージ・アレンジ:服部隆之 |      |
| 22. | 「小夜曲」(セレネード)                   | さだまさし | 服部克久   | 服部克久/ステージ・アレンジ:服部隆之 |      |
| 23. | 「黄昏迄」                               | さだまさし | さだまさし | 服部克久/ステージ・アレンジ:服部隆之 |      |

### 第五夜
第五夜のテーマは「亀山社中」、イメージカラーは「水(BLUE)」。2002年11月7日、東京厚生年金会館にて収録。
第五夜はかつて共にステージを作り上げた亀山社中の初期メンバーに渡辺俊幸を加え、構成された。
- 亀山社中
  - ヴォーカル、アコースティック・ギター:さだまさし
  - アコースティック・ギター、コーラス:坂元昭二
  - エレクトリック・ギター、ナイロン・ストリング・ギター、コーラス:立山健彦
  - エレクトリック・ベース、コーラス:福田郁次郎
  - アコースティック・ピアノ、エレクトリック・ピアノ、コーラス:信田かずお
  - エレクトリック・ピアノ、シンセサイザー、トイ・ピアノ:渡辺俊幸
  - マリンバ、パーカッション、グロッケンシュピール、ピアニカ:宅間久善
  - ドラムス:井上広基

| #   | タイトル                    | 作詞       | 作曲       | 編曲                                                               | 備考 |
| --- | --------------------------- | ---------- | ---------- | ------------------------------------------------------------------ | ---- |
| 1.  | 「絵はがき坂」              | さだまさし | さだまさし | 渡辺俊幸/ステージ・アレンジ:亀山社中                               |      |
| 2.  | 「トーク①」(挨拶)           |            |            |                                                                    |      |
| 3.  | 「関白宣言」                | さだまさし | さだまさし | 福田郁次郎、さだまさし/弦編曲:藤田大土/ステージ・アレンジ:亀山社中 |      |
| 4.  | 「トーク②」(メンバー紹介)   |            |            |                                                                    |      |
| 5.  | 「木根川橋」                | さだまさし | さだまさし | 渡辺俊幸/ステージ・アレンジ:亀山社中                               |      |
| 6.  | 「トーク③」(クラス会)       |            |            |                                                                    |      |
| 7.  | 「驛舎」(えき)              | さだまさし | さだまさし | 服部克久/ステージ・アレンジ:亀山社中                               |      |
| 8.  | 「檸檬」                    | さだまさし | さだまさし | 渡辺俊幸/ステージ・アレンジ:亀山社中                               |      |
| 9.  | 「トーク④」(自筆ジャケット) |            |            |                                                                    |      |
| 10. | 「HAPPY BIRTHDAY」          | さだまさし | さだまさし | さだまさし/ステージ・アレンジ:亀山社中                             |      |

| #   | タイトル                            | 作詞       | 作曲       | 編曲                                                         | 備考 |
| --- | ----------------------------------- | ---------- | ---------- | ------------------------------------------------------------ | ---- |
| 11. | 「最終案内」                        | さだまさし | さだまさし | 渡辺俊幸/弦編曲:ジミー・ハスケル/ステージ・アレンジ:亀山社中 |      |
| 12. | 「8つ目の青春」                     | さだまさし | さだまさし | 渡辺俊幸/ステージ・アレンジ:亀山社中                         |      |
| 13. | 「トーク⑤」(名作集より「台風一過」) |            |            |                                                              |      |
| 14. | 「歳時記」(ダイアリィ)              | さだまさし | さだまさし | 渡辺俊幸/ステージ・アレンジ:亀山社中                         |      |
| 15. | 「初恋」                            | さだまさし | さだまさし | 渡辺俊幸/ステージ・アレンジ:亀山社中                         |      |
| 16. | 「トーク⑥」(ホテルプラザ最後の日)   |            |            |                                                              |      |

| #   | タイトル                                       | 作詞       | 作曲       | 編曲                                 | 備考 |
| --- | ---------------------------------------------- | ---------- | ---------- | ------------------------------------ | ---- |
| 17. | 「第三病棟」                                   | さだまさし | さだまさし | 渡辺俊幸/ステージ・アレンジ:亀山社中 |      |
| 18. | 「療養所」(サナトリウム)                       | さだまさし | さだまさし | 渡辺俊幸/ステージ・アレンジ:亀山社中 |      |
| 19. | 「道化師のソネット」                           | さだまさし | さだまさし | 渡辺俊幸/ステージ・アレンジ:亀山社中 |      |
| 20. | 「トーク⑦」(男8人で観た映画)                   |            |            |                                      |      |
| 21. | 「胡桃の日」                                   | さだまさし | さだまさし | 渡辺俊幸/ステージ・アレンジ:亀山社中 |      |
| 22. | 「春雷」                                       | さだまさし | さだまさし | 渡辺俊幸/ステージ・アレンジ:亀山社中 |      |
| 23. | 「Bye Bye Guitar（ドゥカティにボルサリーノ）」 | さだまさし | さだまさし | 渡辺俊幸/ステージ・アレンジ:亀山社中 |      |
| 24. | 「しあわせについて」                           | さだまさし | さだまさし | 渡辺俊幸/ステージ・アレンジ:亀山社中 |      |
| 25. | 「夢一匁」                                     | さだまさし | さだまさし | さだまさし                           |      |

### 第六夜
第六夜のテーマは「コーラス」、イメージカラーは「藍(INDIGO)」。2002年11月8日、東京厚生年金会館にて収録。
第六夜はこれまでアルバム制作においてコーラスを担当したメンバーを迎えて構成された。
- ヴォーカル、アコースティック・ギター:さだまさし
- アコースティック・ギター、ナイロン・ストリング・ギター、フラット・マンドリン、バンジョー、シンセサイザー、コーラス:石川鷹彦
- エレクトリック・ギター:松原正樹
- エレクトリック・ベース:岡沢章
- アコースティック・ピアノ、エレクトリック・ピアノ、シンセサイザー、ピアニカ、コーラス:倉田信雄
- マリンバ、パーカッション、グロッケンシュピール:宅間久善
- ドラムス:島村英二
- コーラス、パーカッション:比山貴咏史、木戸やすひろ、広谷順子

| #  | タイトル                               | 作詞       | 作曲       | 編曲                                 | 備考 |
| -- | -------------------------------------- | ---------- | ---------- | ------------------------------------ | ---- |
| 1. | 「転校生（ちょっとピンボケ）」         | さだまさし | さだまさし | 渡辺俊幸/ステージ・アレンジ:倉田信雄 |      |
| 2. | 「パンプキン・パイとシナモン・ティー」 | さだまさし | さだまさし | 渡辺俊幸/ステージ・アレンジ:倉田信雄 |      |
| 3. | 「トーク①」(挨拶)                      |            |            |                                      |      |
| 4. | 「微熱」                               | さだまさし | さだまさし | 渡辺俊幸/ステージ・アレンジ:倉田信雄 |      |
| 5. | 「夢百合草」(あるすとろめりあ)         | さだまさし | さだまさし | 渡辺俊幸/ステージ・アレンジ:倉田信雄 |      |
| 6. | 「雨の夜と淋しい午後は」               | さだまさし | さだまさし | 服部隆之/ステージ・アレンジ:倉田信雄 |      |
| 7. | 「トーク②」(コーラス・メンバー紹介)    |            |            |                                      |      |
| 8. | 「二千一夜」                           | さだまさし | さだまさし | 服部隆之/ステージ・アレンジ:倉田信雄 |      |

| #   | タイトル                                      | 作詞       | 作曲       | 編曲                                                       | 備考 |
| --- | --------------------------------------------- | ---------- | ---------- | ---------------------------------------------------------- | ---- |
| 9.  | 「永遠まで」                                  | さだまさし | さだまさし | 倉田信雄、さだまさし/ステージ・アレンジ:倉田信雄           |      |
| 10. | 「夜間飛行 〜毛利衛飛行士の夢と笑顔に捧ぐ〜」 | さだまさし | さだまさし | 石川鷹彦/弦編曲:服部隆之/ステージ・アレンジ:倉田信雄       |      |
| 11. | 「トーク③」(メンバー紹介〜超能力)             |            |            |                                                            |      |
| 12. | 「あと1マイル」                               | さだまさし | さだまさし | レーズン/コーラス編曲:八野行恭/ステージ・アレンジ:倉田信雄 |      |
| 13. | 「戦友会」                                    | さだまさし | さだまさし | 服部隆之/ステージ・アレンジ:倉田信雄                       |      |
| 14. | 「まんまる」                                  | さだまさし | さだまさし | 吉川忠英/ステージ・アレンジ:倉田信雄                       |      |
| 15. | 「トーク④」(名作集より「妖怪かっ飛びジジイ」) |            |            |                                                            |      |

| #   | タイトル                     | 作詞       | 作曲       | 編曲                                                 | 備考 |
| --- | ---------------------------- | ---------- | ---------- | ---------------------------------------------------- | ---- |
| 16. | 「長崎BREEZE」               | さだまさし | さだまさし | 渡辺俊幸/ステージ・アレンジ:倉田信雄                 |      |
| 17. | 「佐世保」                   | 藤田恵美   | さだまさし | 倉田信雄                                             |      |
| 18. | 「トーク⑤」(故郷の空気)      |            |            |                                                      |      |
| 19. | 「道（はないちもんめ）」     | さだまさし | さだまさし | 吉川忠英/ステージ・アレンジ:倉田信雄                 |      |
| 20. | 「夢唄」                     | さだまさし | さだまさし | 石川鷹彦/弦編曲:渡辺俊幸/ステージ・アレンジ:倉田信雄 |      |
| 21. | 「夢のつづき」               | さだまさし | さだまさし | 渡辺俊幸/ステージ・アレンジ:倉田信雄                 |      |
| 22. | 「勇気を出して」             | さだまさし | さだまさし | 服部克久/ステージ・アレンジ:倉田信雄                 |      |
| 23. | 「道の途中で（ON THE WAY）」 | さだまさし | さだまさし | 渡辺俊幸/ステージ・アレンジ:倉田信雄                 |      |
| 24. | 「秋桜」                     | さだまさし | さだまさし | 渡辺俊幸/ステージ・アレンジ:倉田信雄                 |      |

### 第七夜
第七夜のテーマは「スターダストクラブ」、イメージカラーは「紫(VIOLET)」。2002年12月13日、東京厚生年金会館にて収録。
第七夜はフルバンドで構成された。
- ヴォーカル、アコースティック・ギター:さだまさし
- エレクトリック・ギター:土方隆行
- エレクトリック・ベース、コーラス:岡沢章
- アコースティック・ピアノ、エレクトリック・ピアノ、シンセサイザー、コーラス:倉田信雄
- ドラムス:島村英二
- トランペット:数原晋、横山均、奥村晶、寺島基文
- トロンボーン:中川英二郎、フレッド・シモンズ、広原正典、野々下興一
- サクソフォーン:ボブ・ザング、近藤和彦、小池修、宮本大路、黒葛野敦司

| #  | タイトル                                    | 作詞       | 作曲       | 編曲                                 | 備考 |
| -- | ------------------------------------------- | ---------- | ---------- | ------------------------------------ | ---- |
| 1. | 「夢の樹の下で」                            | さだまさし | 倉田信雄   | 倉田信雄                             |      |
| 2. | 「破」                                      | さだまさし | さだまさし | 服部隆之/ステージ・アレンジ:倉田信雄 |      |
| 3. | 「トーク①」(挨拶)                           |            |            |                                      |      |
| 4. | 「Close Your Eyes -瞳をとじて-」            | さだまさし | さだまさし | 渡辺俊幸/ステージ・アレンジ:倉田信雄 |      |
| 5. | 「渚にて -センチメンタル・フェスティバル-」 | さだまさし | さだまさし | 渡辺俊幸/ステージ・アレンジ:倉田信雄 |      |
| 6. | 「トーク②」(便利さと引き替えに失ったもの)   |            |            |                                      |      |
| 7. | 「6ヶ月の遅刻 〜マリナ・デル・レイ〜」      | さだまさし | さだまさし | 渡辺俊幸/ステージ・アレンジ:倉田信雄 |      |
| 8. | 「フェリー埠頭」                            | さだまさし | さだまさし | 渡辺俊幸/ステージ・アレンジ:倉田信雄 |      |

| #   | タイトル                                          | 作詞       | 作曲       | 編曲                                 | 備考 |
| --- | ------------------------------------------------- | ---------- | ---------- | ------------------------------------ | ---- |
| 9.  | 「長崎小夜曲」                                    | さだまさし | さだまさし | 渡辺俊幸/ステージ・アレンジ:倉田信雄 |      |
| 10. | 「メンバー紹介」(（「長崎小夜曲」とともに）)      |            |            |                                      |      |
| 11. | 「東京」                                          | さだまさし | さだまさし | 渡辺俊幸/ステージ・アレンジ:倉田信雄 |      |
| 12. | 「トーク③」(ドラマ「精霊流し」)                   |            |            |                                      |      |
| 13. | 「時代はずれ（平成版）」                          | さだまさし | さだまさし | 渡辺俊幸/ステージ・アレンジ:倉田信雄 |      |
| 14. | 「トーク④」(名作集より「父さんとポチ（平成版）」) |            |            |                                      |      |
| 15. | 「So It's a 大丈夫Day」                           | さだまさし | さだまさし | 倉田信雄                             |      |
| 16. | 「トーク⑤」(おばあちゃんのおにぎり)               |            |            |                                      |      |

| #   | タイトル                            | 作詞       | 作曲       | 編曲                                   | 備考 |
| --- | ----------------------------------- | ---------- | ---------- | -------------------------------------- | ---- |
| 17. | 「虫くだしのララバイ」              | さだまさし | さだまさし | 渡辺俊幸/ステージ・アレンジ:倉田信雄   |      |
| 18. | 「上海物語」                        | さだまさし | さだまさし | 渡辺俊幸/ステージ・アレンジ:倉田信雄   |      |
| 19. | 「トーク⑥」(音楽的ピーク)           |            |            |                                        |      |
| 20. | 「1989年 渋滞 -故 大屋順平に捧ぐ-」 | さだまさし | さだまさし | 渡辺俊幸/ステージ・アレンジ:倉田信雄   |      |
| 21. | 「天然色の化石」                    | さだまさし | さだまさし | 亀山社中/ステージ・アレンジ:倉田信雄   |      |
| 22. | 「ONLY 〜薔薇園〜」                 | さだまさし | さだまさし | 服部克久/ステージ・アレンジ:倉田信雄   |      |
| 23. | 「博物館」                          | さだまさし | さだまさし | 服部克久/ステージ・アレンジ:倉田信雄   |      |
| 24. | 「虹 〜ヒーロー〜」                 | さだまさし | さだまさし | 渡辺俊幸/ステージ・アレンジ:倉田信雄   |      |
| 25. | 「夢の夢」                          | さだまさし | さだまさし | 渡辺俊幸/ステージ・アレンジ:さだまさし |      |

### 第八夜
第八夜のテーマは「ラストワルツ」、イメージカラーは「虹(RAINBOW)」。2002年12月14日、東京厚生年金会館にて収録。
第八夜は、ソロ・デビューからさだまさしを音楽面で支えてきた渡辺俊幸を迎えてストリングス編成で構成された。
- ヴォーカル、ヴァイオリン、アコースティック・ギター:さだまさし
- アコースティック・ギター、ナイロン・ストリング・ギター、コーラス:石川鷹彦
- アコースティック・ピアノ、エレクトリック・ピアノ、コーラス:倉田信雄
- マリンバ、パーカッション、シンセサイザー、グロッケンシュピール:宅間久善
- ヴァイオリン:小池弘之、斉藤和久、長岡秀子、小池里枝、広岡香、大野智子、鈴木星彦、桑田穣、藤家泉子、劉雪華、三島英稔、安西一陽、湯山怜史、キャサリン・キャッシュ
- ヴィオラ:鈴木民雄、遠山克彦、古川原裕仁、細川亜維子
- チェロ:矢島富雄、寺井庸裕、間瀬利雄、田中みさ
- コントラバス:田中伸司、大西雄二
- サクソフォーン、フルート:ボブ・ザング
- 指揮:渡辺俊幸

| #  | タイトル                        | 作詞       | 作曲       | 編曲     | 備考 |
| -- | ------------------------------- | ---------- | ---------- | -------- | ---- |
| 1. | 「夢ばかりみていた」            | さだまさし | さだまさし | 渡辺俊幸 |      |
| 2. | 「主人公」                      | さだまさし | さだまさし | 渡辺俊幸 |      |
| 3. | 「トーク①」(メンバー紹介〜挨拶) |            |            |          |      |
| 4. | 「記念樹」                      | さだまさし | さだまさし | 渡辺俊幸 |      |
| 5. | 「風炎」(フェーン)              | さだまさし | さだまさし | 渡辺俊幸 |      |
| 6. | 「トーク②」(オーロラ基金)       |            |            |          |      |
| 7. | 「極光」(オーロラ)              | さだまさし | さだまさし | 渡辺俊幸 |      |

| #   | タイトル                                  | 作詞       | 作曲       | 編曲     | 備考 |
| --- | ----------------------------------------- | ---------- | ---------- | -------- | ---- |
| 8.  | 「きみを忘れない 〜タイムカプセル〜」     | さだまさし | さだまさし | 渡辺俊幸 |      |
| 9.  | 「トーク③」(名作集より「ジョーズ2」)      |            |            |          |      |
| 10. | 「ソフィアの鐘」                          | さだまさし | さだまさし | 渡辺俊幸 |      |
| 11. | 「トーク④」(感謝を伝える、生命をみつめる) |            |            |          |      |
| 12. | 「償い」                                  | さだまさし | さだまさし | 渡辺俊幸 |      |
| 13. | 「防人の詩」                              | さだまさし | さだまさし | 渡辺俊幸 |      |

| #   | タイトル                                  | 作詞       | 作曲       | 編曲                                                   | 備考 |
| --- | ----------------------------------------- | ---------- | ---------- | ------------------------------------------------------ | ---- |
| 14. | 「トーク⑤」(地球は子孫から借りているもの) |            |            |                                                        |      |
| 15. | 「空蟬」(うつせみ)                        | さだまさし | さだまさし | 渡辺俊幸                                               |      |
| 16. | 「まほろば」                              | さだまさし | さだまさし | 渡辺俊幸                                               |      |
| 17. | 「青の季節」                              | さだまさし | さだまさし | 渡辺俊幸                                               |      |
| 18. | 「奇跡 〜大きな愛のように〜」             | さだまさし | さだまさし | 渡辺俊幸                                               |      |
| 19. | 「最期の夢」                              | さだまさし | さだまさし | 渡辺俊幸                                               |      |
| 20. | 「落日」                                  | さだまさし | さだまさし | 石川鷹彦/弦編曲:服部隆之/ステージ・アレンジ:さだまさし |      |
| 21. | 「デイジー」                              | さだまさし | さだまさし | 渡辺俊幸                                               |      |
| 22. | 「手締め」                                |            |            |                                                        |      |